# Bletia gracilis
Bletia gracilis es una especie de orquídea de hábito terrestre originaria de  México. 

## Descripción
Es una orquídea de tamaño mediano, que prefiere el clima fresco al cálido, es de hábito terrestre con cormos ovoides, solitarias o en racimos erectos envueltos basalmente por las bases fibrosas de viejas vainas de las hojas de apoyo y con 1 a 2 hojas, apicales, erectas, plegadas, púrpura en envés, verde el haz, oblongo-elípticas a lanceoladas, agudas a acuminadas, y pecioladas. Florece en el verano y el otoño, con o sin hojas y a veces tan tarde como a mediados de invierno en los cormos deshojados, en inflorescencias como basales, delgadas, enjutas de 20 a 75 cm de largo, con unas 10 flores que están envueltas basalmente por varias fundas escariosas. Esta especie y Bletia roezlii, que a menudo aparece como Bletia gracilis var. roezlii se pueden distinguir por el labio papiloso de esta última y las flores que se abren mejor y tienen más sustancia.

## Distribución y hábitat
Se encuentra en Jalisco, Michoacán, Guerrero, México, Morelos y Oaxaca,  y Guatemala en las laderas rocosas o de pastizales en bosques de encino y roble-pino en elevaciones de 600 a 2200 metros.

## Taxonomía
Bletia gracilis fue descrito por Conrad Loddiges y publicado en Botanical Cabinet; consisting of coloured delineations . . 20: t. 1977. 1833.
Etimología
Ver: Bletia
gracilis: epíteto latino que significa "esbelto".